# Ragazzo che monda un frutto
Ragazzo che monda un frutto fu realizzato da Caravaggio, a Roma. Il dipinto originale è andato perso ma lo conosciamo attraverso copie tra cui quella in Collezione Longhi a Firenze.

## Storia e descrizione
È possibile che quest'opera sia stata realizzata durante il soggiorno di Caravaggio presso Monsignor Pandolfo Pucci a Palazzo Colonna, ma è molto più plausibile l'ipotesi che essa sia riferibile al periodo di collaborazione con Giuseppe Cesari, detto il Cavalier d'Arpino. Infatti, il Ragazzo che monda un frutto fu tra le opere sequestrate, nel 1607, nella bottega di Cavalier d'Arpino dal fiscale di papa Paolo V Borghese. Fu poi il papa stesso a far dono del dipinto a suo nipote Scipione Borghese. Nel gruppo di opere sequestrate figuravano anche il Bacchino malato e il Fanciullo con canestro di frutta.
Il frutto che viene sbucciato dal ragazzo è misterioso. Le fonti dicono che potrebbe trattarsi di una pera, il che è probabilmente corretto ma è stato più volte discusso; potrebbe trattarsi di una drupa, frutto che compare sul tavolo, ma questa di solito non viene sbucciata; alcuni hanno suggerito che possa trattarsi di un bergamotto, un frutto a forma di pera che cresce in Italia, ma altri hanno obiettato che il bergamotto è aspro e praticamente non commestibile.
Il ragazzo non è 'rustico', ma è ritratto pulito e ben vestito e non come un garzone 'di bell'aspetto'. È possibile, inoltre, che il dipinto celi delle allegorie, poiché è noto che la frutta era spesso dipinta fini allegorici. Lo studioso di Caravaggio John T. Spike ha recentemente suggerito che il ragazzo dimostra resistenza alla tentazione nell'ignorare i frutti più dolci (frutti del peccato) in favore del bergamotto, ma nessuna specifica lettura è stata accettata.
Il modello è considerato simile a quello dell'angelo nel San Francesco in estasi e al ragazzo vestito come Cupido nel suo Concerto, entrambi datati all'incirca tra 1595 e il 1597.